# 시에라델톤탈친칠라쥐
시에라델톤탈친칠라쥐(Abrocoma shistacea)는 친칠라쥐과에 속하는 설치류의 일종이다. 아르헨티나에서만 발견되며, 회색친칠라쥐의 일부로 간주되기도 했다. 2002년 오클라호마 대학교의 브라운(Braun)과 마레스(Mares)가 별도의 종으로 확인했다.

## 특징
시에라델톤탈친칠라쥐는 쥐를 닮은 작은 동물로 몸길이는 약 16cm, 꼬리 길이는 약 10cm, 성체의 평균 몸무게는 약 174g이다. 하체는 희미한 색을 띠는 담갈색의 회색빛 털을 갖고 있으며, 어두운 모피의 희미한 줄무늬가 꼬리 윗면을 따라 등 중앙 아래로 이어진다. 발 윗면은 흰 털로 덮여 있으며, 사향 분비선 위로 독특한 흰색 털의 반점도 있다. 발 아랫면은 바위 윗면에 마찰력을 얻어 미끄러지지 않도록 가죽같은 결절을 가진 두꺼운 바닥을 가지고 있다.

## 분포 및 서식지
아르헨티나 북부-서부의 산후안 주에 있는 시에라 델 톤탈에서만 알려져 있다. 시에라 델 톤탈 지역은 관목과 선인장이 주로 자라는 바위 사막으로 해발 1100~2900m 사이에서 발견된다. 알려진 아종은 없다.

## 생태 및 습성
시에라델톤탈친칠라쥐는 주로 주행성 동물로 간주되며, 이른 아침에 주로 활동하고 서너 마리씩 무리를 지어 생활한다. 동부 경사면의 바위 틈에 은신을 하고, 대소변을 큰 변소에 모은다.
초식동물로 먹이는 거의 대부분 파파야 덤불이고, 이 식물이 만들어 내는 독성 화합물에 저항력을 갖고 있다. 근연종 푼타데바카스친칠라쥐처럼,